# Puchar Europy Mistrzyń Krajowych siatkarek (1977/1978)
Puchar Europy Mistrzyń Krajowych 1978 – 18. sezon Pucharu Europy Mistrzyń Krajowych rozgrywanego od 1960 roku, organizowanego przez Europejską Konfederację Piłki Siatkowej (CEV) w ramach europejskich pucharów dla żeńskich klubowych zespołów siatkarskich "starego kontynentu".

## Drużyny uczestniczące
- Traktor Schwerin
- Panathinaikos Ateny
- Sollentuna Sztokholm
- Ruda Hvezda Praga
- VCH Van Houten Heerlen
- Nim-Se Budapeszt
- SC Uni Bazylea
- Leixoes Matosinhos
- Start Łódź
- ASPTT Montpeller
- Post Wiedeń
- USC Münster
- Hermes Oostende
- Savoia Alzano
- Crvena zvezda Belgrad
- Eczacıbaşı Stambuł

## Rozgrywki

### Runda 1/8
| Data       | Drużyna 1             | Wynik | Drużyna 2           | Sety                     |
| ---------- | --------------------- | ----- | ------------------- | ------------------------ |
| 10.12.1977 | Traktor Schwerin      | 3:0   | Panathinaikos Ateny |                          |
|            | Traktor Schwerin      | 3:0   | Panathinaikos Ateny |                          |
|            |                       |       |                     |                          |
| 15.12.1977 | Sollentuna Sztokholm  | 0:3   | Ruda Hvezda Praga   | 9:15, 5:15, 6:15         |
| 17.12.1977 | Sollentuna Sztokholm  | 0:3   | Ruda Hvezda Praga   | 5:15, 10:15, 7:15        |
|            |                       |       |                     |                          |
| 10.12.1977 | Van Houten Heerlen    | 0:3   | Nim-Se Budapeszt    | 3:15, 6:15, 10:15        |
| 17.12.1977 | Van Houten Heerlen    | 0:3   | Nim-Se Budapeszt    | 5:15, 2:15, 11:15        |
|            |                       |       |                     |                          |
|            | Uni Bazylea           | 3:1   | Leixoes Matosinhos  |                          |
| 17.12.1977 | Uni Bazylea           | 3:1   | Leixoes Matosinhos  | 16:14, 15:3, 12:15, 15:2 |
|            |                       |       |                     |                          |
| 10.12.1977 | Start Łódź            | 3:0   | ASPTT Montpeller    |                          |
| 17.12.1977 | Start Łódź            | 3:0   | ASPTT Montpeller    |                          |
|            |                       |       |                     |                          |
|            | Post Wiedeń           | 0:3   | USC Münster         |                          |
|            | Post Wiedeń           | 2:3   | USC Münster         |                          |
|            |                       |       |                     |                          |
|            | Hermes Oostende       | 1:3   | Savoia Alzano       |                          |
|            | Hermes Oostende       | 1:3   | Savoia Alzano       |                          |
|            |                       |       |                     |                          |
|            | Crvena Zvezda Belgrad | 0:3   | Eczacıbaşı Stambuł  |                          |
|            | Crvena Zvezda Belgrad | 0:3   | Eczacıbaşı Stambuł  | walkower                 |

### Ćwierćfinał
| Data       | Drużyna 1         | Wynik | Drużyna 2          | Sety                            |
| ---------- | ----------------- | ----- | ------------------ | ------------------------------- |
| 08.01.1978 | Ruda Hvezda Praga | 1:3   | Traktor Schwerin   | 15:8, 12:15, 11:15, 5:15        |
| 15.01.1978 | Ruda Hvezda Praga | 2:3   | Traktor Schwerin   | 11:15, 15:11, 2:15, 15:11, 9:15 |
|            |                   |       |                    |                                 |
| 08.01.1978 | Uni Bazylea       | 0:3   | Nim-Se Budapeszt   |                                 |
| 14.01.1978 | Uni Bazylea       | 0:3   | Nim-Se Budapeszt   |                                 |
|            |                   |       |                    |                                 |
|            | Start Łódź        | :     | USC Münster        |                                 |
| 14.01.1978 | Start Łódź        | 3:0   | USC Münster        |                                 |
|            |                   |       |                    |                                 |
|            | Savoia Alzano     | :     | Eczacıbaşı Stambuł |                                 |
|            | Savoia Alzano     | :     | Eczacıbaşı Stambuł |                                 |

### Turniej finałowy
Rheine
Tabela
| Lp. | Drużyna          | Pkt | Mecze | Mecze | Mecze | Sety | Sety | Sety  |
| Lp. | Drużyna          | Pkt | M     | W     | P     | wyg. | prz. | ratio |
| --- | ---------------- | --- | ----- | ----- | ----- | ---- | ---- | ----- |
| 1   | Traktor Schwerin | 6   | 3     | 3     | 0     | 9    | 2    | 4.500 |
| 2   | Nim-Se Budapeszt | 5   | 3     | 2     | 1     | 8    | 4    | 2.000 |
| 3   | Start Łódź       | 4   | 3     | 1     | 2     | 4    | 6    | 0.667 |
| 4   | Savoia Alzano    | 3   | 3     | 0     | 3     | 0    | 9    | 0.000 |

Wyniki
| Data       | Drużyna 1        | Wynik | Drużyna 2        | Sety                          |
| ---------- | ---------------- | ----- | ---------------- | ----------------------------- |
| 10.02.1978 | Nim-Se Budapeszt | 3:0   | Savoia Alzano    | 15:6, 15:5, 15:11             |
| 10.02.1978 | Traktor Schwerin | 3:0   | Start Łódź       | 15:6, 15:2, 15:13             |
|            |                  |       |                  |                               |
| 11.02.1978 | Nim-Se Budapeszt | 3:1   | Start Łódź       |                               |
| 11.02.1978 | Traktor Schwerin | 3:0   | Savoia Alzano    |                               |
|            |                  |       |                  |                               |
| 12.02.1978 | Start Łódź       | 3:0   | Savoia Alzano    |                               |
| 12.02.1978 | Traktor Schwerin | 3:2   | Nim-Se Budapeszt | 13:15, 15:5, 15:5, 9:15, 15:7 |

## Klasyfikacja końcowa
| Miejsce | Drużyna          |
| ------- | ---------------- |
| złoto   | Traktor Schwerin |
| srebro  | Nim-Se Budapeszt |
| 3.      | Start Łódź       |
| 4.      | Savoia Alzano    |